# Shimoga
Shimoga è una città dell'India di 274.105 abitanti, capoluogo del distretto di Shimoga, nello stato federato del Karnataka. In base al numero di abitanti la città rientra nella classe I (da 100.000 persone in su).

## Geografia fisica
La città è situata a 13° 55' 0 N e 75° 34' 0 E e ha un'altitudine di 568 m s.l.m..

## Società

### Evoluzione demografica
Al censimento del 2001 la popolazione di Shimoga assommava a 274.105 persone, delle quali 140.107 maschi e 133.998 femmine. I bambini di età inferiore o uguale ai sei anni assommavano a 31.829, dei quali 16.263 maschi e 15.566 femmine. Infine, coloro che erano in grado di saper almeno leggere e scrivere erano 203.217, dei quali 109.121 maschi e 94.096 femmine.

## Cultura
Vi ha sede una locale Università.